# Oroszország elnöke
Az Oroszországi Föderáció elnöke (oroszul: Президент Российской Федерации) Oroszország államfője, a Szövetségi Államtanács elnöke és az Orosz Fegyveres Erők legfelsőbb főparancsnoka. Ez a legmagasabb közjogi méltóság Oroszországban.

## Jogkörei és feladatai

### Főparancsnok
Az orosz elnök „legfelsőbb főparancsnok”-ként az Orosz Fegyveres Erők első számú vezetője, legfelsőbb parancsnoka, a hadügyminiszter és a vezérkari főnök felett áll az orosz alkotmány 87. cikke alapján. E minőségében az elnök katonai utasításokat adhat ki, védelmi politikát alakíthat ki és kinevezheti a fegyveres erők parancsnokságát és a vezérkart.
A Védelmi Statútum több cikke lehetővé teszi az elnök számára, hogy elrendelje a hadsereg általános vagy részleges mozgósítását, a hadiállapot kihirdetését, valamint hogy felügyelje a hadiipart és rendeleteket hozzon.
Egy 2020-ban hozott katonai doktrína alapján szabályozza az orosz nukleáris fegyverek használatát; lehetővé teszi az elnök számára, hogy atomfegyvereket indítson válaszul tömegpusztító fegyverek vagy ballisztikus rakéták támadásaira, a nukleáris arzenál integritását veszélyeztető támadásokra, valamint az ország egészét veszélyeztető támadásokra.

## Oroszország elnökei
|                            | #    | Portré                        | Elnök                                                | Hivatal kezdete    | Hivatal vége       | Hivatali idő     | Párt                 | Miniszterelnök(ök)                       | Miniszterelnök(ök) |
| -------------------------- | ---- | ----------------------------- | ---------------------------------------------------- | ------------------ | ------------------ | ---------------- | -------------------- | ---------------------------------------- | ------------------ |
|                            | 1.   |                               | Borisz Jelcin Борис Ельцин (1931–2007)               | 1991. december 26. | 1999. december 31. | 8 év, 5 nap      | Független            | Ivan Szilajev                            |                    |
| Önmaga                     | 1.   |                               | Borisz Jelcin Борис Ельцин (1931–2007)               | 1991. december 26. | 1999. december 31. | 8 év, 5 nap      | Független            |                                          |                    |
| Jegor Gajdar               | 1.   |                               | Borisz Jelcin Борис Ельцин (1931–2007)               | 1991. december 26. | 1999. december 31. | 8 év, 5 nap      | Független            |                                          |                    |
| Viktor Csernomirgyin       | 1.   |                               | Borisz Jelcin Борис Ельцин (1931–2007)               | 1991. december 26. | 1999. december 31. | 8 év, 5 nap      | Független            |                                          |                    |
| Szergej Kirijenko          | 1.   |                               | Borisz Jelcin Борис Ельцин (1931–2007)               | 1991. december 26. | 1999. december 31. | 8 év, 5 nap      | Független            |                                          |                    |
| Viktor Csernomirgyin       | 1.   |                               | Borisz Jelcin Борис Ельцин (1931–2007)               | 1991. december 26. | 1999. december 31. | 8 év, 5 nap      | Független            |                                          |                    |
| Jevgenyij Primakov         | 1.   |                               | Borisz Jelcin Борис Ельцин (1931–2007)               | 1991. december 26. | 1999. december 31. | 8 év, 5 nap      | Független            |                                          |                    |
| Szergej Sztepasin          | 1.   |                               | Borisz Jelcin Борис Ельцин (1931–2007)               | 1991. december 26. | 1999. december 31. | 8 év, 5 nap      | Független            |                                          |                    |
|                            | —    |                               | Ideiglenesen Vlagyimir Putyin Владимир Путин (1952–) | 1999. december 31. | 2000. május 7.     | 129 nap          | Egység               | Önmaga                                   |                    |
|                            | 2.   |                               | Vlagyimir Putyin Владимир Путин (1952–)              | 2000. május 7.     | 2008. május 7.     | 8 év, 128 nap    | Független            | Mihail Mihajlovics Kaszjanov (2000–2004) |                    |
| Mihail Fradkov (2004–2008) | 2.   |                               | Vlagyimir Putyin Владимир Путин (1952–)              | 2000. május 7.     | 2008. május 7.     | 8 év, 128 nap    | Független            |                                          |                    |
|                            | 3.   |                               | Dmitrij Medvegyev Дмитрий Медведев (1965–)           | 2008. május 7.     | 2012. május 7.     | 4 év, 0 nap      | Egységes Oroszország | Vlagyimir Putyin (2008–2012)             |                    |
|                            | (2.) |                               | Vlagyimir Putyin Владимир Путин (1952–)              | 2012. május 7.     | hivatalban         | 13 éve, 93 napja | Független            | Viktor Zubkov (2012)                     |                    |
|                            | (2.) | Dmitrij Medvegyev (2012–2020) | Vlagyimir Putyin Владимир Путин (1952–)              | 2012. május 7.     | hivatalban         | 13 éve, 93 napja | Független            |                                          |                    |
| Mihail Misusztyin (2020–)  | (2.) |                               | Vlagyimir Putyin Владимир Путин (1952–)              | 2012. május 7.     | hivatalban         | 13 éve, 93 napja | Független            |                                          |                    |

## Fordítás
Ez a szócikk részben vagy egészben  a   President of Russia című angol Wikipédia-szócikk fordításán alapul.  Az eredeti cikk szerkesztőit annak laptörténete sorolja fel. Ez a jelzés csupán a megfogalmazás eredetét és a szerzői jogokat jelzi, nem szolgál a cikkben szereplő információk forrásmegjelöléseként.